# Csizmahajítás
A csizmahajítás olyan sportág, ahol a cél egy gumicsizmát minél távolabb hajítani. Először minden versenyző háromszor dob, majd a 12 legjobb eredményt elérők megint háromszor hajítanak. A győztes a hivatalosan elfogadott legnagyobb távolságra hajító. A férfiak 43-as (880–1050 gramm), a nők 38-as (630–750 gramm) csizmát dobnak. A csizmaszár bekötőszalagát eltávolítják. A dobóstílus szabadon választott, egy kikötéssel, hogy a csizma szárának repülés közben egyenesnek kell lenni.
Más dobósporttól eltérően csizmadobásban mind egyéni, mind csapatversenyeket is rendeznek. Férfi- és női csapatverseny menete a következő: a csapatból három előre megnevezett versenyzőnek az első fordulóban dobott három hajításából a legjobbat számoljuk a csapateredményhez.
A csizmahajítás nekifutópályája a gerelyhajításéhoz hasonló. A dobószektort általában a széljárásnak megfelelően alakítják ki, a nekifutópálya alapanyaga homok vagy gyep.
A sportág legnépszerűbb Finnországban, ahol főleg nyáron több bajnokságot is rendeznek (Suomi Cup és más helyi versenyek). Csizmahajításben világkupát is rendeznek -World Cup-, amiben Finnországon kívül Svédországban, Németországban, Észtországban és Oroszországban folyik a verseny. Ismeretek szerint csizmahajítást, mint sportot a felsoroltakon kívül még Franciaországban, Új-Zélandon, Skóciában, Olaszországban és Kanadában űzik. Csizmahajítás sokszor szerepel, mint szórakozás nyári vidám összejöveteleken is.
Az első világbajnokságot 1992-ben Pielavesiben rendezték, mely után ez minden évben megrendezésre kerül. Nemzetközi Csizmahajító Szövetség IBTA 1998-ban az észtországi Viljandban alakul meg.

## Világrekordok

### Szabadtéri
| Versenyszám | Versenyszám    | Név                    | Távolság         | Dátum               | Helyszín        |
| ----------- | -------------- | ---------------------- | ---------------- | ------------------- | --------------- |
|             | Férfiak        | Tony Rodgers           | 52,73 m          | 1978. szeptember 9. | Warminster (GB) |
| Nők         | Rosemary Payne | 39,60 m                | 1975. június 21. | Birmingham (GB)     |                 |
| Egyéni      | Férfiak        | Jukka Vesterinen       | 65,54 m          | 2007. október 13.   | Leppävirta      |
| Egyéni      | Nők            | Eeva Isokorpi          | 47,58 m          | 2007. augusztus 18. | Harjavalta      |
| Csapat      | Férfiak        | Leppävirran Urheilijat | 171,73 m         | 2007. október 13.   | Leppävirta      |
| Csapat      | Nők            | Rautavaaran Isku       | 121,74 m         | 2005. október 23.   | Rautavaara      |

### Terem
| Versenyszám | Versenyszám | Név                              | Távolság | Dátum             | Helyszín |
| ----------- | ----------- | -------------------------------- | -------- | ----------------- | -------- |
| Egyéni      | Férfiak     | Pasi Kuusinen                    | 51,17 m  | 2007. február 24. | Kuopio   |
| Egyéni      | Nők         | Mervi Koskelo                    | 39,66 m  | 2006. február 26. | Joensuu  |
| Csapat      | Férfiak     | Keski-Uudenmaan Heittourheilijat | 130,83 m | 2007. február 24. | Kuopio   |
| Csapat      | Nők         | Rautavaaran Isku                 | 106,49 m | 2002. február 24. | Tampere  |

Magyar (amatőr) csúcs: Németh Gyula 33,03 m[forrás?]

## Világbajnokok

### Férfiak
| Év   | Arany          | Ezüst             | Bronz             |
| ---- | -------------- | ----------------- | ----------------- |
| 1992 | Niilo Sorvoja  | Eero Tolppanen    | Esa Kokkonen      |
| 1993 | Jari Nuutinen  | Arto Tulonen      | Timo-Heikki Varis |
| 1994 | Jari Isokorpi  | Ari Kantoniemi    | Jari Nuutinen     |
| 1995 | Markku Mattila | Jarmo Erkkilä     | Jorma Paavisto    |
| 1996 | Jouni Viljanen | Ari Kantoniemi    | Kimmo Viljamaa    |
| 1997 | Jari Nuutinen  | Jouni Viljanen    | Ari Kantoniemi    |
| 1998 | Jouni Viljanen | Ari Kantoniemi    | Teemu Tikkanen    |
| 1999 | Ari Kantoniemi | Jarmo Kieleväinen | Veli Pulliainen   |
| 2000 | Ari Kantoniemi | Jouko Leino       | Jorma Paavisto    |
| 2001 | Jyrki Moilanen | Pentti Peltonen   | Jouni Viljanen    |
| 2002 | Jyrki Moilanen | Janne Taskinen    | Jouni Viljanen    |
| 2003 | Ari Kantoniemi | Jarmo Kieleväinen | Seppo Asikainen   |
| 2004 | Jouni Viljanen | Jari Nuutinen     | Juha Turunen      |
| 2005 | Risto Pekkanen | Pasi Kuusinen     | Jarmo Kieleväinen |
| 2006 | Jouni Viljanen | Pasi Kuusinen     | Tapani Hämäläinen |
| 2007 | Juha Turunen   | Tapio Hämäläinen  | Harri Parviainen  |

### Nők
| Év   | Arany                | Ezüst                | Bronz                |
| ---- | -------------------- | -------------------- | -------------------- |
| 1992 | Päivi Simoinen       | Leena Tamminen       | Mervi Kumpulainen    |
| 1993 | Erja Tolppanen       | Kirsi Koskelo        | Sirpa Paavola        |
| 1994 | Kirsi Koskelo        | Mervi Koskelo        | Erja Tolppanen       |
| 1995 | Mervi Koskelo        | Sari Tirkkonen       | Sari Hakkarainen     |
| 1996 | Sari Hakkarainen     | Sari Tirkkonen       | Mervi Koskelo        |
| 1997 | Sari Tirkkonen       | Tuija Salonen        | Eeva Niva-Heikkilä   |
| 1998 | Kirsi Koskelo        | Sari Tirkkonen       | Anne Jaakola         |
| 1999 | Mervi Korhonen       | Sari Tirkkonen       | Kirsi Koskelo        |
| 2000 | Anne Jaakola         | Sisko Kananen        | Sari Tirkkonen       |
| 2001 | Mervi Korhonen       | Helena Lappeteläinen | Sari Tirkkonen       |
| 2002 | Helena Lappeteläinen | Sari Tirkkonen       | Sisko Kananen        |
| 2003 | Helena Lappeteläinen | Mervi Koskelo        | Tuija Salonen        |
| 2004 | Sari Tirkkonen       | Mervi Koskelo        | Tuija Salonen        |
| 2005 | Eeva Isokorpi        | Mervi Koskelo        | Helena Lappeteläinen |
| 2006 | Tuija Salonen        | Mona Koskelo         | Sari Kieloaho        |
| 2007 | Sari Kieloaho        | Helena Söderström    | Eeva Isokorpi        |